# أوزوالد تشيونغ
أوزوالد تشيونغ (بالصينية: 張奧偉) هو قاضي صلح ‏ ومحام بالقضاء العالي صيني، ولد في 22 يناير 1922 في هونغ كونغ البريطانية في المملكة المتحدة، وتوفي في 10 ديسمبر 2003 في هونغ كونغ في الصين.